# Ивановская (Корткеросский район)
Ивановская — деревня в Корткеросском районе республики Коми в составе сельского поселения Большелуг.

## География
Расположена на правом берегу реки Вишера примерно в 57 км по прямой на северо-восток от районного центра села Корткерос.

## История
Официальная дата основания 1675 год.

## Население
Постоянное население  составляло 77 человек (коми 97%) в 2002 году, 53 в 2010 .